# Ruido blanco

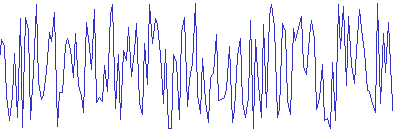
Ejemplo de la forma de onda de un ruido blanco.

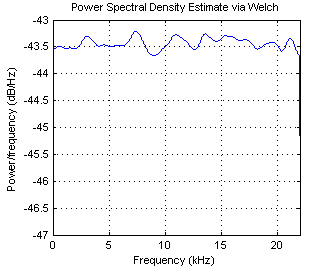
Densidad espectral de potencia (PSD) del ruido blanco estimada con el método de Welch. Eje de las ordenadas (y): potencia/frecuencia (dB/Hz); eje de las abscisas (x): frecuencia (kHz).

El ruido blanco o alteración blanca es una señal aleatoria (proceso estocástico) que se caracteriza por el hecho de que sus valores de señal en dos tiempos diferentes no guardan correlación estadística. Como consecuencia de ello, su densidad espectral de potencia (PSD, sigla en inglés de power spectral density) es una constante, es decir, su gráfica es plana. Esto significa que la señal contiene todas las frecuencias y todas ellas muestran la misma potencia. Igual fenómeno ocurre con la luz blanca, de allí la denominación.
Es un ruido aleatorio que posee la misma densidad espectral de potencia a lo largo de toda la banda de frecuencias. Dado que la luz blanca es aquella que contiene todas las frecuencias del espectro visible, el ruido blanco deriva su nombre de contener también todas las frecuencias, pero de sonido.
El ruido blanco es una señal no correlativa, es decir, en el eje del tiempo la señal toma valores sin ninguna relación unos con otros. Cuando se dice que tiene una densidad espectral de potencia plana, con un ancho de banda teóricamente infinito, es que en una gráfica espectral de frecuencia tras haber realizado una descomposición espectral de Fourier, en el dominio de la frecuencia veríamos todas los componentes con la misma amplitud, haciendo el efecto de una línea continua paralela al eje horizontal.
Si la PSD no es plana, entonces se dice que el ruido está "coloreado" (correlacionado). Según la forma que tenga la gráfica de la PSD del ruido, se definen diferentes colores.

## Ejemplos

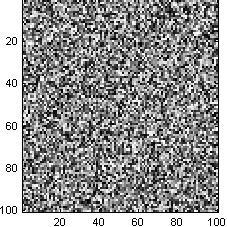
Imagen B/N de ruido blanco.

La imagen en blanco y negro anexa que representa la llamada "nieve electrónica"  es ruido blanco, sus píxeles no guardan correlación entre sí y por tanto su densidad espectral de potencia es constante. Si la imagen fuese en color, entonces la "nieve" sería de colores aleatorios. Esta imagen es la que se ve en la pantalla de un televisor analógico cuando no está sintonizado en un canal. La señal que recibe entonces el demodulador puede considerarse ruido blanco, ya que es el resultado de sumar el ruido electromagnético del canal de radio, el que generan los propios circuitos electrónicos del televisor, las múltiples interferencias de baja intensidad todas ellas independientes entre sí, entre otras señales. En este último caso, la "nieve" no permanecería estática, sino que cambiaría constantemente con el tiempo, porque la señal de televisión es una señal de video, que consta de una sucesión de imágenes (25 cuadros por segundo para estándares europeos y 30 para los estadounidenses). 

## Definición matemática

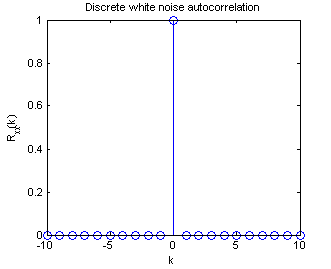
La autocorrelación de cualquier proceso estocástico blanco es una delta.

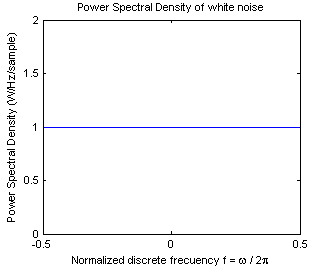
Densidad espectral de potencia del ruido blanco. La PSD de cualquier proceso estocástico blanco es una constante. Eje de las ordenadas (y): densidad espectral de potencia (PSD) (W/Hz/muestra); eje de las abscisas (x): frecuencia discreta normalizada (f = ω/2π).

El ruido blanco es un caso particular de proceso estocástico WSS en el cual las variables aleatorias que lo forman no están correlacionadas. Es decir, si se tiene un proceso estocástico {\displaystyle w(k)} WSS (que supondremos de tiempo discreto y real, de manera equivalente para procesos de tiempo continuo), debe ocurrir entonces que:
{\displaystyle \mu _{w}=\mathbb {E} \{w(k)\}=0}
{\displaystyle R_{ww}(\Delta )=\mathbb {E} \{w(k)w(k-\Delta )\}=\sigma ^{2}\delta (\Delta )}
Si, en lugar de tener la distribución de probabilidad del proceso, lo que tenemos es una realización temporal del mismo en forma de vector columna {\displaystyle \mathbf {w} } (lo más usual), entonces las ecuaciones anteriores se expresarán normalmente en forma matricial
{\displaystyle \mu _{w}=\mathbb {E} \{\mathbf {w} \}=0}
{\displaystyle R_{ww}=\mathbb {E} \{\mathbf {w} \mathbf {w} ^{T}\}=\sigma ^{2}\mathbf {I} }
Como el proceso no está correlacionado, su función de autocorrelación es una delta y su densidad espectral de potencia (PSD, Power Spectral Density) {\displaystyle S_{xx}(f)} es una constante
{\displaystyle S_{xx}(f)={\text{TF}}\{R_{ww}(\Delta )\}={\text{TF}}\{\sigma ^{2}\delta (\Delta )\}=\sigma ^{2}}
Como la PSD es constante, la señal no está limitada en banda y su potencia es -teóricamente- infinita. En la práctica, se considera que una señal es blanca si su PSD es constante en la banda de frecuencia de interés en la aplicación. Por ejemplo, si se trata de una aplicación de audio, el ruido será blanco si su espectro es plano entre 20 Hz y 20 kHz, que es la banda de frecuencia que resulta audible para el oído humano. 
En cualquier proceso estocástico existen siempre dos componentes:
- un componente innovador, que no se puede predecir mediante predicción lineal y que representa la entropía, la incertidumbre, el caos, lo que no se puede predecir de ninguna manera;
- un componente redundante que es posible predecir y, por tanto, eliminar (en esto se basan las técnicas de compresión sin pérdidas de la señal como, por ejemplo, ADPCM o, más específicamente para señales de voz, la norma G.721).

La PSD es la transformada de Fourier de la función de autocorrelación y, como esta es una transformación matemática unívoca, se ve que la función de autocorrelación y la PSD contienen básicamente la misma información acerca de una señal. Son dos formas distintas de ver lo mismo: el grado de entropía de una señal. La entropía de una señal en este caso puede verse como una medida de lo plano que es su espectro. De una señal cuyo espectro no sea plano se dice que está "coloreada" (autocorrelacionada o que tiene redundancia).
El ruido blanco es un proceso completamente innovador, caótico, no tiene redundancia y, por tanto, no puede comprimirse.

## Análisis y síntesis de procesos estocásticos WSS coloreados
También se puede ver el ruido blanco como el residuo que queda después de extraer toda la redundancia a un proceso estocástico WSS coloreado. De hecho, es posible demostrar que todo proceso estocástico estacionario en sentido amplio (WSS, del inglés wide-sense stationarity) se puede obtener filtrando ruido blanco con un filtro todo polos (modelo AR), con un filtro todo ceros (modelo MA) o con un filtro de polos y ceros (modelo ARMA).
En el siguiente diagrama se filtra ruido blanco {\displaystyle w(t)} mediante el filtro lineal {\displaystyle H}, obteniendo a la salida el proceso {\displaystyle x(t)} coloreado (el filtro {\displaystyle H} introduce correlación entre las muestras del proceso {\displaystyle w(t)})

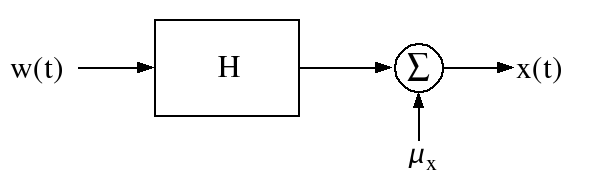
Proceso estocástico WSS genérico obtenido filtrando ruido blanco con el filtro lineal H.

Haciendo predicción lineal sobre {\displaystyle x(t)}, se obtiene el filtro {\displaystyle H^{-1}}, que es el filtro inverso (filtro de deconvolución) de {\displaystyle H} y que permite, después de ajustar las medias de los procesos, obtener de nuevo el proceso de ruido blanco original {\displaystyle w(t)}.

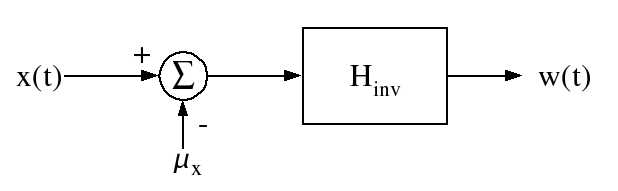
Recuperación del proceso de ruido blanco mediante el filtro blanqueador.

Estas técnicas tienen gran importancia en el procesamiento de la señal. En el filtrado adaptativo se usan para estudiar la estabilidad de algoritmos adaptativos para filtros IIR. En codificación de voz, el códec vocoder en ningún momento transmite las muestras de la señal, sino un bit que decide si el fonema es sordo/sonoro y a continuación los parámetros del modelo de predicción lineal para cada caso (filtro {\displaystyle H^{-1}} del diagrama). Con esta técnica se consigue codificar la voz con tasas tan bajas como 2,4 kbps y con una calidad suficientemente inteligible.

## Aplicaciones

### Procesamiento de señal
En general, el ruido blanco tiene muchas aplicaciones en procesado de señales:
- Sirve para determinar la función de transferencia de cualquier sistema lineal e invariante con el tiempo (LTI, Linear Time Invariant). Por ejemplo, en acústica arquitectónica la función de transferencia se usa para medir el aislamiento acústico y la reverberación de la sala.
- En síntesis de audio (música electrónica) se usa para sintetizar el sonido de instrumentos de percusión, o los fonemas sordos: /s/, /t/, /f/, etc.
- También se puede usar para mejorar las propiedades de convergencia de ciertos algoritmos de filtrado adaptativo mediante la inyección de una pequeña señal de ruido blanco en algún punto del sistema.

### Generación de números aleatorios
El ruido blanco generado por ciertos procesos físicos naturales o artificiales se usa como base para la generación de números aleatorios de calidad, puesto que es, como ya se ha dicho, una fuente de entropía.

### Uso en vehículos de emergencia
Algunos vehículos de emergencia lo usan debido a que es fácil distinguirlo del ruido de fondo y no queda enmascarado por el eco, por lo que es más fácil su localización espacial.

### Uso en los seres humanos
El ruido blanco puede usarse para desorientar a personas antes de un interrogatorio y como técnica de privación sensorial.[cita requerida]
Por otra parte, el ruido blanco de baja intensidad puede favorecer la relajación y el sueño, al hacer que el nivel del umbral auditivo alcance su velocidad máxima por lo que, usando este tipo de sonidos de fondo, los estímulos auditivos más intensos son menos capaces de activar la corteza cerebral durante el sueño. Así, algunas personas consiguen dormirse más rápido si tienen la televisión encendida con un volumen moderado, por ejemplo. En tiendas especializadas pueden adquirirse discos compactos con largas secuencias de ruido blanco, así como aparatos electromecánicos que hacen uso del principio del ruido blanco para "enmascarar" los ruidos repentinos y molestos.
El ruido blanco se puede ensamblar dentro de aparatos eléctricos, que son distribuidos como aparatos para poder conciliar el sueño, ya que emite una frecuencia de onda, que hace que nuestro cerebro se relaje, además de conseguir enmascarar ruidos perniciosos. No olvidemos que intensidades de sonido por encima de los 60 decibelios pueden ser perjudiciales para la salud. El ruido blanco también se ha utilizado para camuflar ronquidos y con éxito para personas con tinnitus. En ambientes de trabajo el ruido blanco es usado para que determinadas conversaciones no sean escuchadas, manteniendo así la confidencialidad.